# Warhem
Warhem (niederländisch: Warrem) ist eine französische Gemeinde mit 2035 Einwohnern (Stand 1. Januar 2022) im Département Nord in der Region Hauts-de-France. Sie gehört zum Arrondissement Dunkerque und zum Gemeindeverband Hauts de Flandre.

## Lage
Die Gemeinde Warhem liegt in Französisch-Flandern, zehn Kilometer südöstlich von Dünkirchen und acht Kilometer südwestlich der Grenze zu Belgien. Das Gemeindegebiet von Warhem wird vom Canal de la Basse Colme und von zahlreichen Entwässerungsgräben durchzogen.
Zur Gemeinde gehören die Ortsteile Haverkeete, L'Avenir, Haeghe Dooren, La Forge du Rattekoot und Haeghe Meulen. Das nördliche Viertel des Gemeindegebietes ist tischeben und liegt einen Meter unter dem Meeresspiegel; im Südzipfel der Gemeinde wird mit 24 m über dem Meer der höchste Punkt erreicht.
Umgeben wird Warhem von den Nachbargemeinden Uxem im Norden, Les Moëres und Hondschoote im Nordosten, Killem im Osten, Rexpoëde im Südosten, West-Cappel im Süden, Quaëdypre im Südwesten, Hoymille im Westen sowie Téteghem-Coudekerque-Village und Nordwesten.

## Bevölkerungsentwicklung
| Jahr                       | 1962 | 1968 | 1975 | 1982 | 1990 | 1999 | 2006 | 2011 | 2021 |
| -------------------------- | ---- | ---- | ---- | ---- | ---- | ---- | ---- | ---- | ---- |
| Einwohner                  | 1402 | 1321 | 1363 | 1667 | 1916 | 1831 | 2029 | 2061 | 2022 |
| Quellen: Cassini und INSEE |      |      |      |      |      |      |      |      |      |

## Sehenswürdigkeiten
- Die im gotischen Stil erbaute Kirche Notre-Dame-de-l’Assomption wurde im Jahre 1566 errichtet.

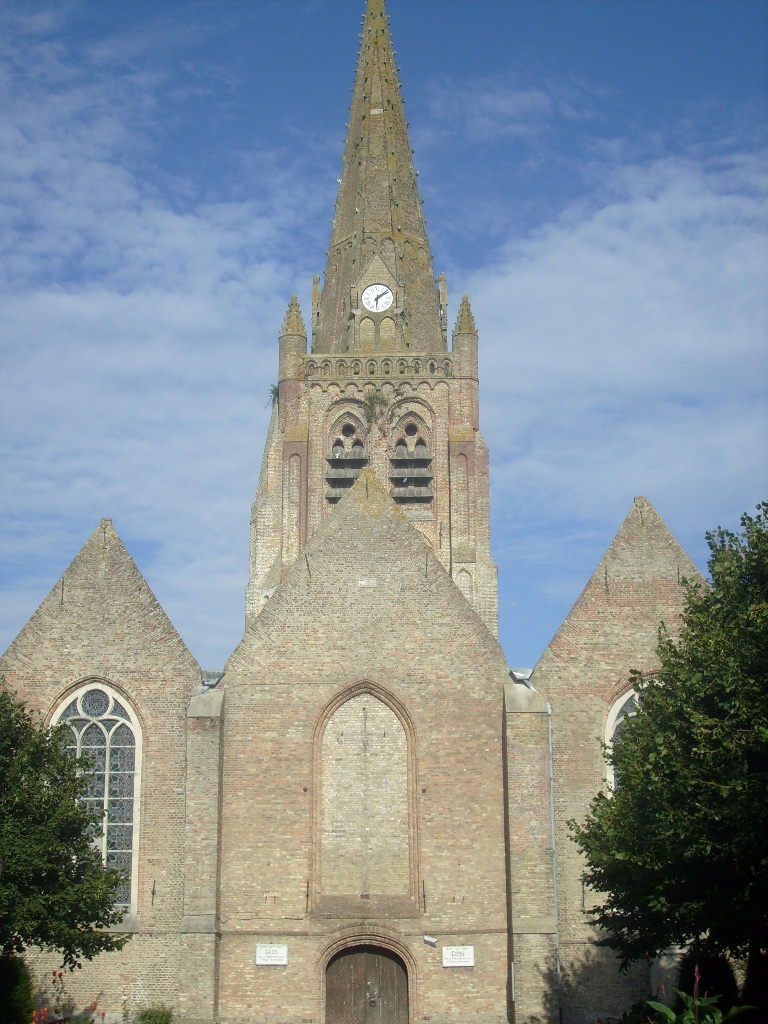
Kirche Notre-Dame-de-l’Assomption
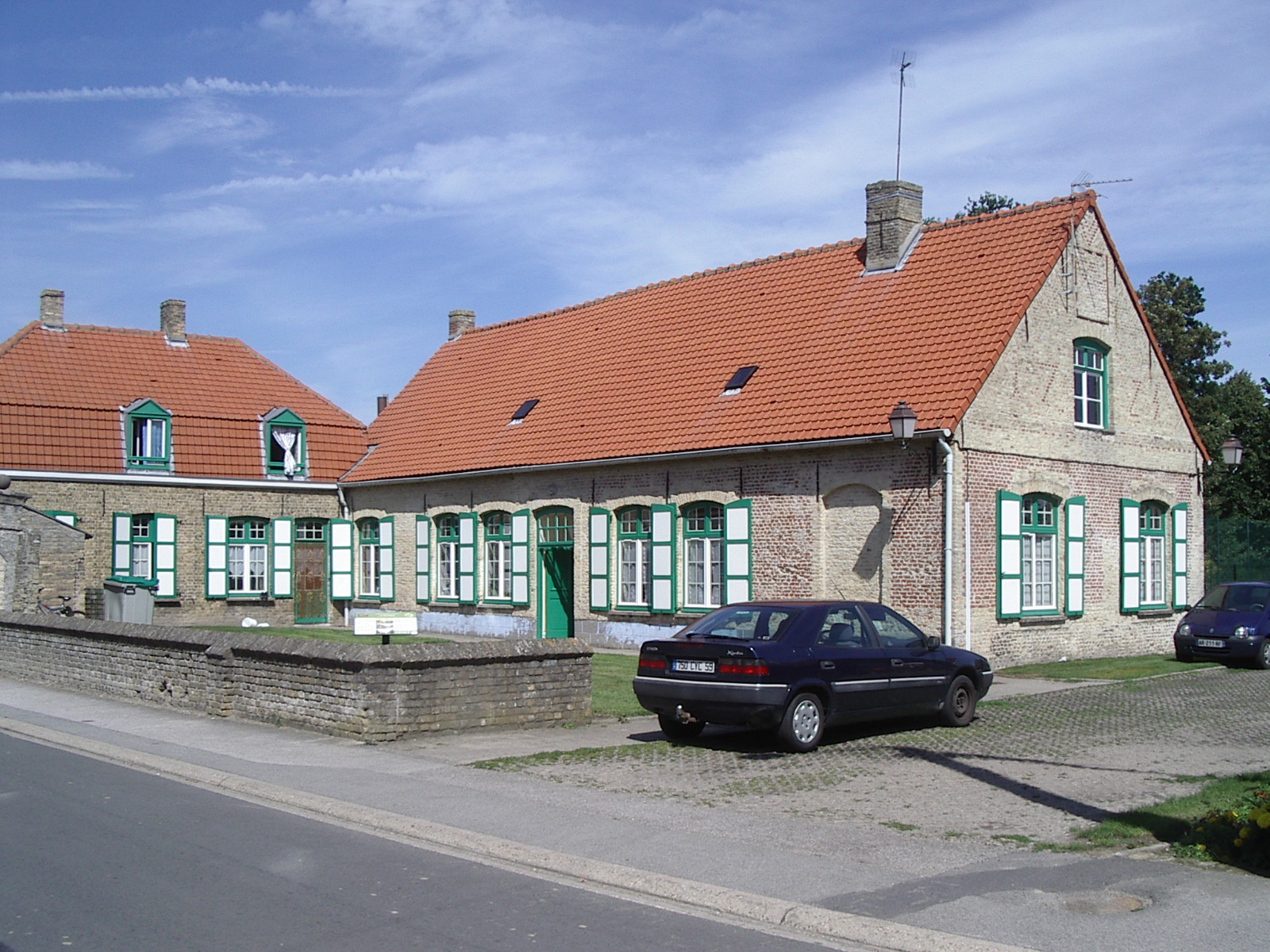
Ehemaliges Pfarrhaus aus dem Jahr 1724, später Gemeinschaftshaus und Hospiz
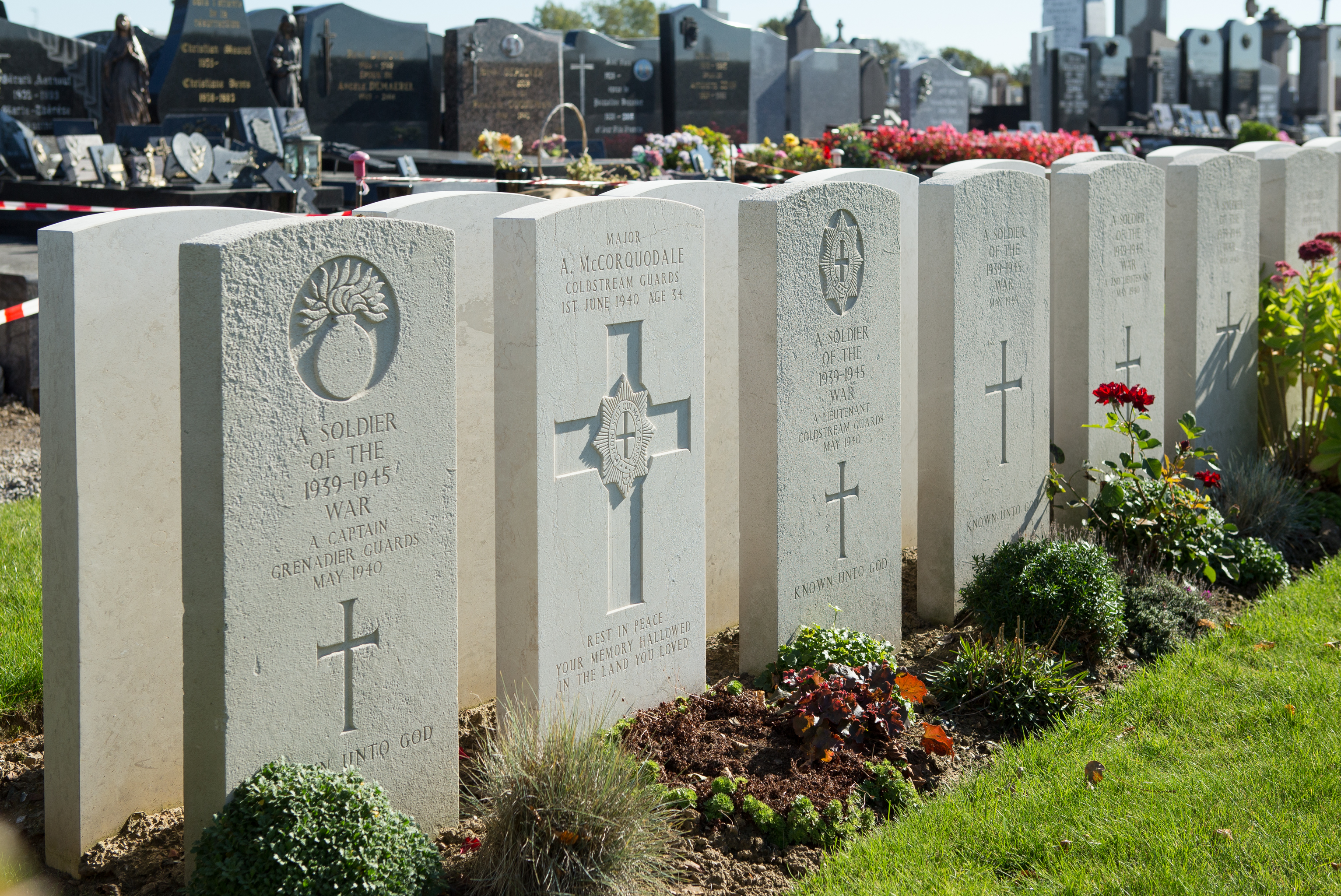
Soldatenfriedhof des Commonwealth